# Deutsche Stiftung Friedensforschung

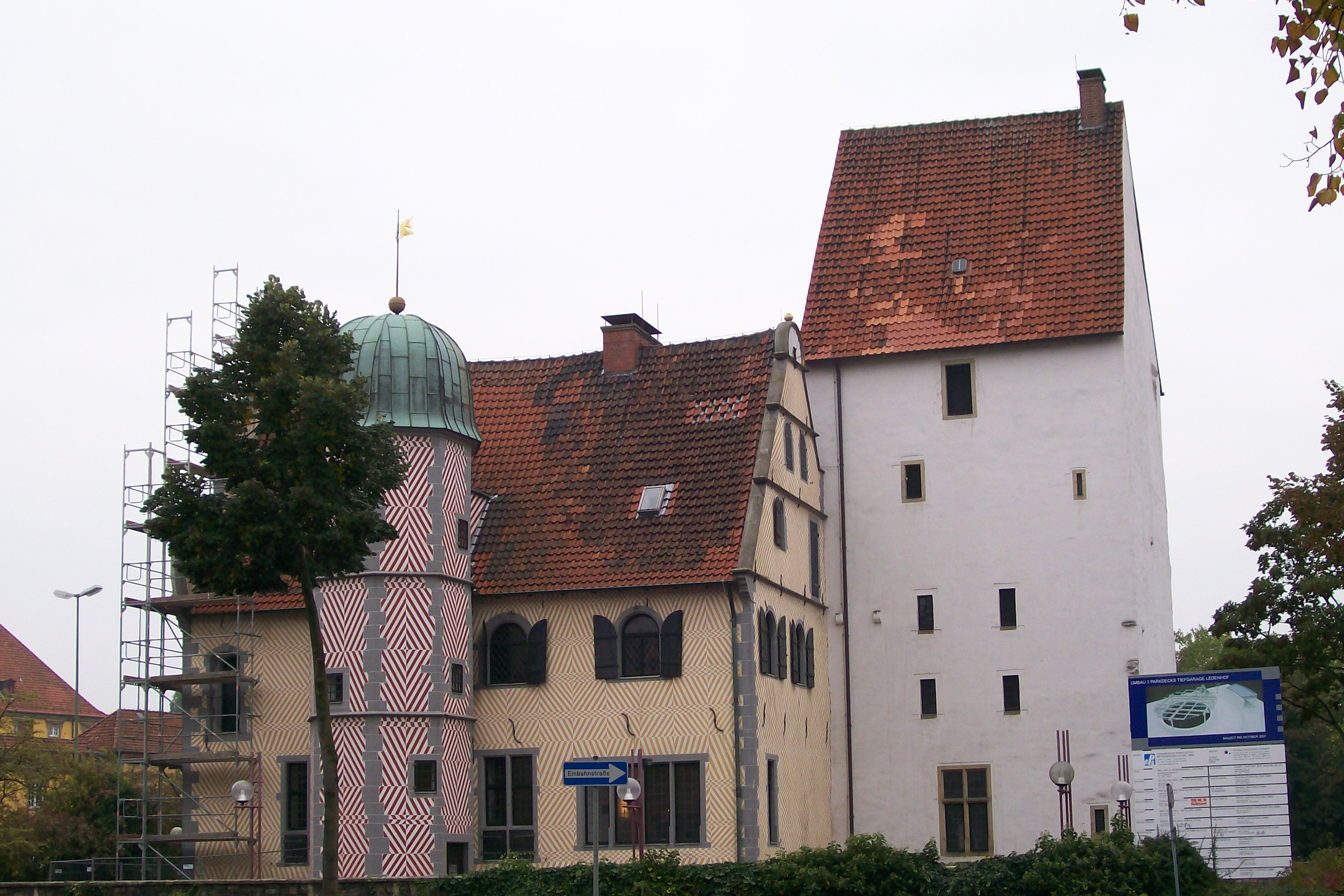
Sitz der Stiftung: der Ledenhof in Osnabrück

Die Deutsche Stiftung Friedensforschung (DSF) ist eine von der deutschen Bundesregierung am 13. Oktober 2000 ins Leben gerufene gemeinnützige Stiftung bürgerlichen Rechts. Sie hat ihren Sitz im Ledenhof in Osnabrück.

## Aufgaben
Ihrer Satzung nach hat die DSF die Aufgabe, „die Friedensforschung ihrer außen- und sicherheitspolitischen Bedeutung gemäß insbesondere in Deutschland dauerhaft zu stärken und zu ihrer politischen und finanziellen Unabhängigkeit beizutragen“. Auf ihrer Website beschreibt die DSF ihre Aufgaben wie folgt:
„Die DSF soll das friedliche Zusammenleben der Menschen und Völker fördern. Sie soll mithelfen, Voraussetzungen und Bedingungen dafür zu schaffen, dass Krieg, Armut, Hunger, Unterdrückung verhütet, Menschenrechte gewahrt und die internationalen Beziehungen auf die Grundlage des Rechts gestellt werden. Sie soll ferner mithelfen, dass die natürlichen Lebensgrundlagen und ihre Entwicklungsmöglichkeiten sowohl genutzt als auch für kommende Generationen erhalten werden.“
Um diese Ziele zu erfüllen, führt die DSF keine eigenen wissenschaftlichen Untersuchungen durch. Stattdessen fördert und initiiert sie wissenschaftliche Vorhaben, führt nationale und internationale Tagungen durch, fördert den wissenschaftlichen Nachwuchs, die wissenschaftliche Vernetzung und die Vermittlung von Forschungsergebnissen in die Praxis und Öffentlichkeit.
Außerdem verwaltet die DSF die 2011 gegründete Ludwig-Quidde-Stiftung, die alle zwei Jahre den Ludwig-Quidde-Preis für friedenswissenschaftliche Forschung vergibt.
Kritiker sehen in der DSF einen Versuch der Bundesregierung, die Friedensforschung zu vereinnahmen und zu zähmen, indem gezielt solche Projekte und Wissenschaftler gefördert werden, die die deutsche Außen- und Verteidigungspolitik rechtfertigen, statt sie zu kritisieren. Diese Bedenken stützen sich unter anderem auf die festgeschriebene Anwesenheit von Vertretern der Bundesregierung und des Bundestags im Stiftungsrat.

## Gremien

### Vorstand
Der Vorstand besteht aus fünf Mitgliedern, die vom Stiftungsrat für eine dreijährige Amtszeit bestellt werden und höchstens zweimal wiederbestellt werden können. Die Mitglieder des Vorstands wählen aus ihrer Mitte einen Vorsitzenden. Seit April 2016 ist Ulrich Schneckener vom Zentrum für Demokratie- und Friedensforschung (ZeDF) der Universität Osnabrück Vorstandsvorsitzender. Seine Stellvertreterin ist Susanne Buckley-Zistel vom Zentrum für Konfliktforschung der Universität Marburg. Weitere Mitglieder sind Peter Gottwald, Sabine Mannitz und Andreas von Arnauld.

### Stiftungsrat
Die Aufgabe des Stiftungsrates ist die grundsätzliche Ausrichtung der Stiftung sowie Rahmenbedingungen der Maßnahmen zur Erfüllung des Stiftungszwecks festzulegen und den Vorstand zu beaufsichtigen. Der Stiftungsrat besteht aus 12 Mitgliedern, die durch die Stifterin – vertreten durch den Bundesminister für Bildung und Forschung – für einen Zeitraum von vier Jahren berufen werden. Satzungsgemäß gehören dem Stiftungsrat fünf Wissenschaftler, vier Vertreter der Bundesregierung sowie drei Mitglieder des Deutschen Bundestages an.
Zum Vorsitzenden des Stiftungsrates wurde 2023 Jens Brandenburg ernannt, der in dieser Position die Nachfolge von  Stefan Müller antrat. Brandenburg legte den Vorsitz und die Mitgliedschaft im Stiftungsrat nieder, als er aus seinen Funktionen im BMBF und im Deutschen Bundestag ausschied.
Seine Stellvertreterin ist Cilja Haders (Professorin an der Freien Universität Berlin).
Weitere Mitglieder sind die Bundestagsabgeordneten Niels Annen, Kai Gehring, Katja Keul und Maja Wallstein sowie Monika Grütters, Gwendolyn Sasse, Conrad Schetter, Ursula Schröder und Thorsten Bonacker.
Zu den ehemaligen Mitgliedern des Stiftungsrates gehören unter anderem: Michael Brzoska, Dieter S. Lutz, Volker Rittberger, Christiane Lammers, Harald Müller, Michael Georg Link, Christian Schmidt, Gudrun Kopp und Marina Schuster.

### Wissenschaftlicher Beirat
Der Wissenschaftliche Beirat „berät den Stiftungsrat und den Stiftungsvorstand in Fragen der Gestaltung der Förderangebote und der thematischen Leitlinien der Forschungsförderung.“ Vorsitzende ist Heike Krieger von der Freien Universität Berlin.